# Zbiersk-Cukrownia
Zbiersk-Cukrownia – wieś w Polsce położona w województwie wielkopolskim, w powiecie kaliskim, w gminie Stawiszyn.
W latach 1975–1998 miejscowość administracyjnie należała do województwa kaliskiego.

## Położenie
Zbiersk-Cukrownia leży w północnej części Gminy Stawiszyn, tworzy praktycznie całość z miejscowością Zbiersk, dzieli je tylko droga krajowa nr 25 (Konin-Ostrów Wlkp). Graniczy z miejscowościami Zbiersk Kolonia, Łyczyn i Nowy Kiączyn. Od Urzędu Gminy i Miasta w Stawiszynie oddalona jest o około 4 km. Gmina Stawiszyn położona jest w północno-wschodniej części powiatu kaliskiego, od strony północnej graniczy z gminami powiatu konińskiego – Grodziec i Rychwał, od wschodniej z gminą Mycielin, od zachodniej z gminą Blizanów, a od południowej z gminą Żelazków.

## Historia
Miejscowość powstała w wyniku reformy administracyjnej z dnia 1 stycznia 1973 r. Podczas tej reformy gromady i osiedla zostały zastąpione przez większe gminy, których liczba została znacznie ograniczona. Jako siedzibę gminy brano pod uwagę dwie miejscowości: Zbiersk oraz Stawiszyn. Zbiersk był największą miejscowością nowo powstającej gminy, jednak jego lokalizacja na obrzeżu granic była niezbyt odpowiednia. Aby podział administracyjny nastąpił zgodnie z zasadami ustawy, a na siedzibę władz gminy można było wskazać Stawiszyn, Zbiersk został podzielony na dwie miejscowości. Granicę wyznaczyła droga Kalisz-Konin. Zachodnia część terenu została przy starej nazwie, natomiast część wschodnia otrzymała nową nazwę Zbiersk-Cukrownia. O podziale miejscowości oficjalnie nie powiadomiono jej mieszkańców. Aby nie wywoływać emocji, poinformowano mieszkańców, że Zbiersk-Cukrownia jest dzielnicą Zbierska (byłaby to jedyna wieś mająca dzielnice).

## Zabytki
Tuż przy szosie od południa znajduje się kaplica cmentarna w stylu neomauretańskim z roku 1730, ufundowana przez rodzinę Kożuchowskich. Jest ona jedną z dwóch tego typu budowli w Polsce. Do obiektów o charakterze kulturowym należy obszar osadnictwa średniowiecznego w części istniejącej zwartej zabudowy. Wśród zabytków wymienia się drewniany kościół rzymskokatolicki pw. św. Urszuli z XV wieku przebudowany w 1879 roku oraz kaplicę cmentarną – styl neomauretański z XIX wieku.